# Macrinus aisenbergae
Espèce
Macrinus aisenbergae est une espèce d'araignées aranéomorphes de la famille des Sparassidae.

## Distribution
Cette espèce est endémique du Pará au Brésil,. Elle se rencontre vers Novo Progresso.

## Description
La femelle holotype mesure 26,5 mm.

## Systématique et taxinomie
Cette espèce a été décrite par Rheims en 2025.

## Étymologie
Cette espèce est nommée en l'honneur d'Anita Olivera Diana Aisenberg.

## Publication originale
- Rheims, 2025 : « Una nueva especie de género Macrinus Simon, 1887 (Arachnida: Araneae: Sparassidae) del norte de Brasil. » Boletín de la Sociedad Zoológica del Uruguay, vol. 34, no 4, p. 1-5.